# 吉澤要人
吉澤 要人（よしざわ かなめ、2003年7月12日 - ）は、日本のアイドル、俳優。ダンスボーカルユニット「原因は自分にある。」のメンバーおよびリーダー。東京都出身。スターダストプロモーション制作3部所属。

## 略歴
小学4年生の時、父に誘われ劇団四季の『ライオンキング』を鑑賞。観た日の帰りには「自分があそこに立っていたい」と思い、ミュージカル俳優を志す。その影響でバレエを始める。
中学1年生の終わり頃、渋谷のバレエスタジオでのレッスン帰りに、竹下通りの1番手前にある吉野家の外に貼ってあるメニューを見ている時にスカウトされた。その時はニット帽とマスクを着用しており、目しか見えない格好だった。その後、面接を経てスターダストプロモーションに所属。
EBiDAN加入後、ダンスボーカルユニットBATTLE BOYSおよびBATTLE STREETとして活動し 、原因は自分にある。では2023年5月28日からリーダーとなった。

## 人物
趣味はミュージカル鑑賞、釣り、カメラ、韓国ドラマ鑑賞。
特に好きなバス釣りのルアーは、1位がシャロークランク。2位がスイムベイト。3位がスピナーベイト。
特技はバレエ、サッカー、ジャズダンス、ルービックキューブ。
チャームポイントは喉仏。
2022年世界遺産検定2級に合格。

## 出演

### テレビドラマ
- FAKE MOTION -卓球の王将-（2020年4月9日 - 5月28日、日本テレビ） - 伊藤俊介 役[7]
  - FAKE MOTION -たったひとつの願い-（2021年1月21日 - 3月11日、日本テレビ）[8]
- イケメン・セブン・デイズ（2023年6月1日 - ）- 月曜日の瀬奈くん 役
- around1/4 アラウンド・クォーター（2023年7月9日 - 9月24日、朝日放送テレビ）- 洋一 役[9]
- 怪談新耳袋 暗黒「人形村」（2023年8月24日 - 9月14日、BS-TBS）- コウキ 役[10][11]
- 沼オトコと沼落ちオンナのmidnight call 〜寝不足の原因は自分にある。〜 第5話「野良猫沼」（2023年9月28日、テレビ東京） - ペペ 役[12][13]
- 家政婦クロミは腐った家族を許さない 第5話・第6話（2025年2月8日・15日、テレビ東京） - 藍川護 役[14]
- バレエ男子!（2025年5月2日 - 6月20日、MBS） - 佐々木真白 役[15]
- ひとりでしにたい第1話（2025年6月21日、NHK総合）- 真田道隆 役[16]

### 映画
- BLUE FIGHT 〜蒼き若者たちのブレイキングダウン〜（2025年1月31日） - 主演・赤井竜馬 役（木下暖日とダブル主演）[17]
- ストロベリームーン 余命半年の恋（2025年10月17日公開予定） - 川村健二 役[18][19]

### ウェブ配信
- FAKE MOTION 湯けむり温泉卓球事件簿（2020年5月28日 - 6月11日、Hulu） - 伊藤俊介 役
- Youtube『SSS～Special Short Story～』
  - 第三弾「駆ける帰宅部に明日はあるのか」[20]
  - 第四弾「#イツモノコト」[21]
- 神アングル！理想のカレごはん （2020年9月7日・2021年5月31日、cookpadLive）[22][23]
- セレクト！げんじぶレストラン（2022年6月18日-、cookpadLive）
- #たぬきのデンゴン（2025年7月14日、「STUDIO sauce」公式SNS・TOQビジョン）[24]

### 舞台
- 演劇集団Z-Lion 第12回公演『テーマ 我が家の家族』（2022年5月18日 - 22日、六本木俳優座劇場） - 桑野智弘 役[25]
- LUCKUP produce 『INDESINENCE Case:Dry Crimson Thistle』（2023年2月15日 - 19日、新宿村LIVE）- 西連寺穏歌 役
- 方南ぐみ企画公演「あたっくNO.1」（2023年9月22日 - 10月1日〈予定〉、俳優座劇場） - 横川寛範 役[26]

### CM
- 日本航空株式会社、日本コカ・コーラ株式会社共同制作CM｢新たな旅立ち｣編（2021年3月31日 - ）[27]

### ライブ・イベント
- 「FAKE MOTION –卓球の王将-」オンラインファンミーティング 第1・2部（2020年6月13日）
- FAKE MOTION 2021 SS LIVE SHOW（2021年3月25日 - 26日、東京ガーデンシアター） - 伊藤 俊介 役
- FAKE MOTION 2022 SMR LIVE SHOW（2022年10月12日 - 13日、かつしかシンフォニーヒルズ） - 伊藤 俊介 役

### ランウェイ
- 東京ガールズコレクション 2020 AUTUMN/WINTER（2020年9月5日、さいたまスーパーアリーナ）